# Làng nghề chiếu cói Lật Dương

Một nghệ nhân đang dệt chiếu ở Lật Dương

Làng chiếu cói Lật Dương là làng nghề dệt chiếu và một số sản phẩm từ cói truyền thống thuộc xã Quang Phục, huyện Tiên Lãng, ngoại thành Hải Phòng; được hình thành, phát triển cách đây hơn 400 năm, từ thế kỷ thứ XVII (có tài liệu ghi là thế kỷ thứ XVI), là làng nghề dệt chiếu cói duy nhất của Hải Phòng còn tồn tại đến ngày nay; được công nhận làng nghề truyền thống năm 1999.

## Lịch sử hình thành và phát triển
Vào thế kỷ thứ 17, một nghệ nhân từ huyện Quỳnh Phụ, Thái Bình mang theo nghề dệt chiếu cói đến định cư ở làng Lật Dương. Từ đó, dân trong làng làm nghề dệt chiếu và lưu truyền cho đến tận ngày nay.
Trước những năm 1990, các huyện Tiên Lãng, Vĩnh Bảo là vùng cói lớn của cả miền duyên hải Bắc Bộ, do vậy nguồn nguyên liệu khá dồi dào, giá thành sản phẩm của làng nghề thường rẻ hơn những nơi khác. Từ khi Chiến tranh Việt Nam kết thúc đến trước những năm 1990, ngoài thị trường trong nước, sản phẩm của Lật Dương được xuất khẩu sang nhiều nước Đông Âu. Sau năm 1991, khi không còn thị trường Đông Âu, quy mô làng nghề thu hẹp dần, diện tích vùng trồng cói được chuyển đổi sang nuôi trồng thủy sản.
Đến năm 1999, với việc thành lập Hợp tác xã làng nghề chiếu cói Lật Dương và công nhận là làng nghề truyền thống, nghề dệt chiếu cói tại đây phát triển nhanh trở lại. Hiện nay, trong làng có 352 hộ tham gia sản xuất với 450 go dệt, 4 xương in, gần 1.000 lao động thường xuyên, sản lượng khoảng 200 nghìn lá chiếu/năm, doanh thu hơn 10 tỷ đồng/năm. Trong làng có nhiều gia đình bảy tám đời gắn bó với nghề dệt chiếu. Mặc dù vậy, nguồn nguyên liệu cói trồng tại địa phương chỉ đáp ứng khoảng 30% tổng số nhu cầu sản xuất của làng nghề, số còn lại làng nghề phải nhập từ các tỉnh khác.

## Sản phẩm
Sản phẩm chính của làng nghề Lật Dương là chiếu cói. Bên cạnh đó, làng còn sản xuất nhiều mặt hàng thủ công mỹ nghệ từ cói như: túi, thảm, bao manh, làn, bị, dép đi trong nhà, mũ… Các sản phẩm làm từ cói ở Lật Dương nổi tiếng khắp vùng Đông Bắc Bộ (Hải Phòng, Hải Dương, Quảng Ninh, Bắc Ninh, Bắc Giang...) về độ trơn, mịn, mềm, bền.

## Chợ chiếu
Chợ chiếu ở Lật Dương còn gọi là chợ Chiều. Chợ họp bắt đầu từ 12 giờ trưa và kết thúc vào khoản hơn 13h chiều và chỉ bán chiếu.